# Max Voegeli
Max Voegeli (Pseudonym für Michael West; * 2. Mai 1921 in Oberentfelden, Kanton Aargau; † 24. April 1985 in Wettingen, Kanton Aargau) war ein Schweizer Schriftsteller. 

## Leben und Werk
Max Voegeli stammte aus einfachen Verhältnissen. Bereits als zehnjähriger Knabe verfasste er erste Gedichte und Prosastücke. Nach dem Besuch der Bezirksschule absolvierte er ein Grafikerstudium an der Kunstgewerbeschule in Zürich, das er aus gesundheitlichen Gründen abbrechen musste.
Voegeli schrieb wie seine spätere Frau, die Schriftstellerin Gertrud Häusermann, zusammen mit dem Lektor Jost Balmer Kurzgeschichten für Zeitschriften. Diese erschienen unter einem Pseudonym und wurden vom Dreiergespann kurz «O-Bein-Geschichten» oder «Hotzengeschichten» genannt. Voegeli wurde von Eduard Korrodi gefördert und Hermann Hesse gab ihm wertvolle Hinweise. Zudem war Voegeli ein persönlicher Schüler von Werner Zemp.
Von 1948 bis zur Scheidung 1961 lebten Max Voegeli und Gertrud Heinzelmann im Haus von Voegelis Mutter in Oberentfelden. Später lebte Voegeli in Wettingen. 
Max Voegeli war Verfasser von Romanen und Erzählungen für Jugendliche sowie von Gedichten. Seine grössten Erfolge waren der Roman Die wunderbare Lampe, der auch ins Englische, Französische, Niederländische, Dänische und Hebräische übersetzt wurde, und dessen Fortsetzung Prinz von Hindustan. 1953 erhielt Voegeli den Schweizerischen Jugendbuchpreis und eine Ehrengabe der Schweizerischen Schillerstiftung.

## Werke
- Die abenteuerlichen Geschichten des Robin Hood, Aarau 1947
- Amapali und der Erhabene, Olten 1948
- Borneo-Tim, Aarau 1950
- Der hölzerne Kurt, Aarau 1954
- Die wunderbare Lampe, Aarau [u. a.] 1952
- Nawadaha erzählt, Zollikon-Zürich 1955
- Prinz von Hindustan, Aarau [u. a.] 1958
- Ali, der kleine Dieb von Bagdad, Aarau 1969
- Ali und die Seeräuber, Mödling (bei Wien) 1972